# Lype diversa
Lype diversa is een schietmot uit de familie Psychomyiidae. De soort komt voor in het Palearctisch en het Nearctisch gebied.